# Hakeem Olajuwon
Hakeem Abdul Olajuwon (nascut el 21 de gener de 1963 a Lagos, Nigèria) és un jugador professional de bàsquet retirat. Entre el 1984 i el 2002, va jugar a la posició de pivot a la National Basketball Association (NBA) pels Houston Rockets i Toronto Raptors. El 2008 va entrar a la Basketball Hall of Fame. És considerat un dels millors pivots de la història.
Nascut a Lagos (Nigèria), Olajuwon va viatjar des del seu lloc natal per jugar amb la Universitat de Houston amb Guy Lewis com a entrenador. Olajuwon va ser el primer del draft de l'any 1984, que també incloïa Michael Jordan, Charles Barkley, i John Stockton. Olajuwon va jugar amb els Houston Rockets, amb el sobrenom "Akeem The Dream" (Akeem El Somni). Juntament amb Ralph Sampson, se'ls van anomenar "Les Torres Bessones". Van portar els Rockets a les finals de l'any 1986, on van perdre contra els Boston Celtics.
Després que Sampson anés als Golden State Warriors el 1988, Olajuwon va esdevenir el líder indiscutible dels Rockets. Va ser dues vegades el jugador amb més rebots (1989, 1990) i taps tres vegades (1990, 1991, 1993). Va créixer com a musulmà, i va esdevenir més devot a la fe durant aquest període, i va canviar l'ortografia del seu nom, d'Akeem a Hakeem. La temporada 1993–94 va esdevenir l'únic jugador a la història de l'NBA en guanyar els premis de Most Valuable Player, Defensive Player of the Year, i Finals MVP en una mateixa temporada. L'any 1996, Olajuwon va ser membre de l'equip nacional de bàsquet dels Estats Units, que va guanyar la medalla d'or, i va ser seleccionat com un dels 50 millors jugadors de la història de l'NBA.